# فرانك إيسلاكر
فرانك إيسلاكر (بالألمانية: Frank Islacker)‏ هو لاعب كرة قدم ألماني في مركز الهجوم، ولد في 29 أغسطس 1963. لعب مع نادي بوخوم.

## وصلات خارجية
- فرانك إيسلاكر على موقع بيانات كرة القدم. دي إي (الألمانية)
- فرانك إيسلاكر على موقع عالم كرة القدم.نت (الإنجليزية)